# Conférence épiscopale de Bosnie-Herzégovine
La Conférence épiscopale de Bosnie-Herzégovine ou de Bosnie-et-Herzégovine (en croate : Biskupska konferencija Bosne i Hercegovine, abrégé BK BiH ; en latin : Confœrentia Episcoporum Bosniæ et Hercegovinæ) est une conférence épiscopale de l’Église catholique qui réunit les ordinaires de Bosnie-Herzégovine.
Son président participe au Conseil des conférences épiscopales d’Europe (CCEE), avec une petite quarantaine d’autres membres.

## Territoire
La conférence réunit les évêques des quatre diocèses (dont un archidiocèse) de Bosnie-Herzégovine, soit l’intégralité du pays, sauf la paroisse du village de Zavalje qui est rattachée au diocèse de Gospić-Senj (hr) situé en Croatie.

## Historique
Une Conférence épiscopale de Yougoslavie (en) a existé, couvrant l’ensemble du territoire de la Yougoslavie jusqu’à son éclatement au début des années 1990 ; séparée à la fin en régions ecclésiastiques. Une premier groupe d’États est reconnu par le Vatican début 1992 ; plusieurs conférences épiscopales sont par la suite fondées en 1993 : la slovène le 19 février et la croate le 15 mai.
Les évêques des autres territoires mettent plus de temps à se réorganiser ; les derniers en 1997. La Conférence épiscopale de Bosnie-Herzégovine a été fondée le 8 décembre 1994. Elle obtient de la Congrégation pour l'évangélisation des peuples une validité de ses nouveaux statuts de sept ans, à compter du 25 décembre 1995. Ses statuts révisés ont été approuvés le 8 décembre 2003.

## Membres

### Assemblée prénière
L’Assemblée plénière se réunit trois fois par an, sur convocation du président, selon l’article 7 des statuts.
La conférence est constituée de l’archevêque de Sarajevo et des évêques des trois diocèses suffragants (dont deux sont unis), y compris les évêques auxiliaires, ainsi que l’ordinaire militaire, soit en juillet 2022 quatre personnes :
- Franjo Komarica, évêque de Banja Luka ;
- Petar Palić (hr), évêque de Mostar-Duvno (et de fait administrateur apostolique de Trebinje-Mrkan, qui lui est uni).
- Marko Semren (hr), évêque auxiliaire de Banja Luka ;
- Tomo Vukšić (hr), archevêque de Sarajevo et administrateur apostolique de l’ordinariat militaire de Bosnie-Herzégovine.

Les évêques émérites peuvent être invités, mais leur voix n’est pas comptée dans les votes. On trouve parmi eux :
- Ratko Perić, évêque émérite de Mostar-Duvno ;
- Vinko Puljić, cardinal et archevêque émérite de Sarajevo ;
- Pero Sudar (hr), évêque auxiliaire émérite de l’archidiocèse de Sarajevo.

Des éparques catholiques de rite byzantin peuvent également être invités — les statuts mentionnent l’éparque de Križevci de l’Église grecque-catholique croate, à l’article 3. Le nonce apostolique en Bosnie-Herzégovine est également invité, selon l’article 10.

### Présidents
Le président est élu pour cinq ans, selon les derniers statuts, à l’article 5.
Le président est depuis le 22 mars 2022 Tomo Vukšić (hr), archevêque de Sarajevo.
Il y a également eu, entre 1995 et 2022 :
- Vinko Puljić, de 1995 à 2002, puis de mars 2005 à avril 2010, et enfin du 20 mars 2015 au 22 mars 2022[7] ; et
- Franjo Komarica, de 2002 à 2005, puis d’avril 2010 au 20 mars 2015[7].

### Vice-présidents
Le vice-président est Petar Palić (hr), depuis le 22 mars 2022.
Il y a également eu :
- Tomo Vukšić (hr), du 20 mars 2015 au 22 mars 2022[7].

### Secrétaires généraux
Le secrétaire général est en 2022 le prêtre Ivo Tomašević (hr),, depuis 2001[réf. souhaitée], qui tient également un rôle administratif à l’archidiocèse de Sarajevo.
Il y a également eu :
- Pero Sudar (hr), de 1994 à 1999[réf. souhaitée] ; et
- le prêtre Josip Lebo, de 1999 à 2001[9].

## Sanctuaires
La conférence n’a pas, en 2022, désigné de sanctuaire national. L’église Saint-Jacques de Međugorje sur le territoire du diocèse de Mostar-Duvno — liée à des apparitions mariales discutées — a cependant eu le statut de sanctuaire national lorsqu’elle était sous la responsabilité de la Conférence épiscopale de Yougoslavie (en), statut qu’elle a perdu avec la dissolution de la conférence épiscopale en 1993. La Conférence épiscopale de Bosnie-Herzégovine pourrait un jour lui redonner ce statut.